# Болест на Уилсън
Болестта на Уилсън или хепатолентикуларна дегенерация е автосоматично рецесивно генетично заболяване, при което се натрупва мед в тъканите. Това си проличава във вид на неврологични или психиатрични симптоми и заболяване на черния дроб. Лекува се с лекарства, които намаляват поглъщането на мед или премахват излишната мед от тялото, а понякога се налага и чернодробна трансплантация.
Болестта е наречена на Самуел Уилсън (1878 – 1937), британски невролог, който първи описва това състояние през 1912 г.

## Патогенеза
Най-често заболяването започва постепенно и неусетно. В редки случаи се наблюдава остра форма на болестта, изразяваща се в бързо развитие на чернодробна недостатъчност и остро настъпила вътресъдова хемолиза (разрушаване на еритроцитите).
Черният дроб е предилекционното място на отлагане на медта. Там тя води до деструктивни промени на органа с развитие на хроничен хепатит и бързо настъпваща чернодробна цироза. Първоначално се появява лесна уморяемост, анорексия, отслабване на тегло, умерена жълтеница, лека болезненост в дясното подребрие. С прогресия на заболяването жълтеницата се засилва, появява се гадене, повръщане, намалено окосмяване, което показва развитието на цирозата.
Друго типично място за отлагане на медта е ЦНС. В резултат на това се развива малкомозъчен и паркинсонов синдром, проявяващ се с ригидност, тремор, координационни нарушения. Не са редки и психичните нарушения. При изявена неврологична симптоматика често в областта на роговицата се открива един специфичен феномен – пръстен на Kayser-Fleischer (зеленикаво оцветяване по периферията на роговицата).

## Диагноза
Болестта на Уилсън трябва да се подозира при всички пациенти с неуточнено чернодробно заболяване, особено при възраст под 35 години. Обикновено освен типичните субективни оплаквания налице са и биохимични и лабораторни показатели, които сочат наличието на заболяването. На първо място аминотрансферазите (АЛАТ и АСАТ) са силно повишени. Често е повишен и билирубинът и е намален общият белтък. Типично за заболяването обаче е ниската серумна концентрация на церулоплазмина и повишената екскреция на мед с урината.
Освен това насочено се търси за наличието на пръстена на Kayser-Fleischer, който обаче се наблюдава само в началните етапи на заболяването. Констелацията обаче от чернодробно и неврологично засягане на пациента най-вече насочва за болестта на Уилсън.

## Лечение
На първо място от изключително значение е изключването на храни с богато съдържание на мед, а именно ядки, шоколад, гъби, черен дроб, миди, раци. Медикаментът на избор е Д-пенициламинът, който е своеобразен хелатор на медта. Той се свързва с нея и спомага за нейното извличане от организма. Освен това медикаментът има и противовъзпалително действие. Препаратът има многобройни странични реакции, които трябва да се имат предвид от лекаря. Често с лечението на основното заболяване пациентите получават и медикаменти, намаляващи негативното действие на Д-пенициламина.